# Marco Livio Druso
Marco Livio Druso  (m. 91 a. C.) fue un político romano, hijo del cónsul del año 112 a. C. Marco Livio Druso.

## Carrera pública
Fue elegido tribuno de la plebe en 92 a. C. Al contrario que su padre siguió una política favorable a la plebe, aunque con la idea de fortalecer el mando del Senado. Su primer objetivo fue acabar con el monopolio que mantenía el orden ecuestre sobre las quaestiones. Para ello presentó una lex frumentaria demagógica y devaluó la moneda, con lo que enriqueció al Tesoro y alivió las deudas, a costa de los caballeros, que eran acreedores universales. Asimismo quitó el mando de los jurados al orden ecuestre, por la condena injustificada de Publio Rutilio Rufo el mismo año de su elección.
En compensación por su ley judicial, hizo incluir entre los senadores un número de caballeros igual al de los Padres, pero lo que consiguió fue provocar el descontento de ambos órdenes.

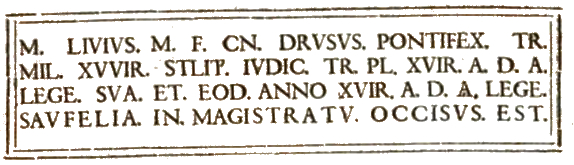
Elogio de Marco Livio Druso el Menor con su curso de honores.

Para conseguir el apoyo de los plebeyos, presentó una ley agraria más radical que la de los Gracos, pero la política romana estaba viciada por una contradicción profunda. Druso ofreció un acuerdo secreto a los aliados italianos, prometiendo la ciudadanía romana para todos, a cambio de que corrieran con los gastos de la nueva distribución de tierras. Sin embargo, se opusieron los terratenientes, que no querían perder sus tierras, y también la plebe, que no quería ver igualados sus derechos por los itálicos.
En un clima de guerra civil, Druso fue desaprobado oficialmente por el Senado y a los pocos días murió apuñalado en su casa por un desconocido. Su muerte desencadenó la guerra Social, que duró de 91 a 88 a. C.